# Remšnik
Remšnik – wieś w Słowenii, w gminie Radlje ob Dravi. W 2018 roku liczyła 217 mieszkańców.